# 커티스 암스트롱

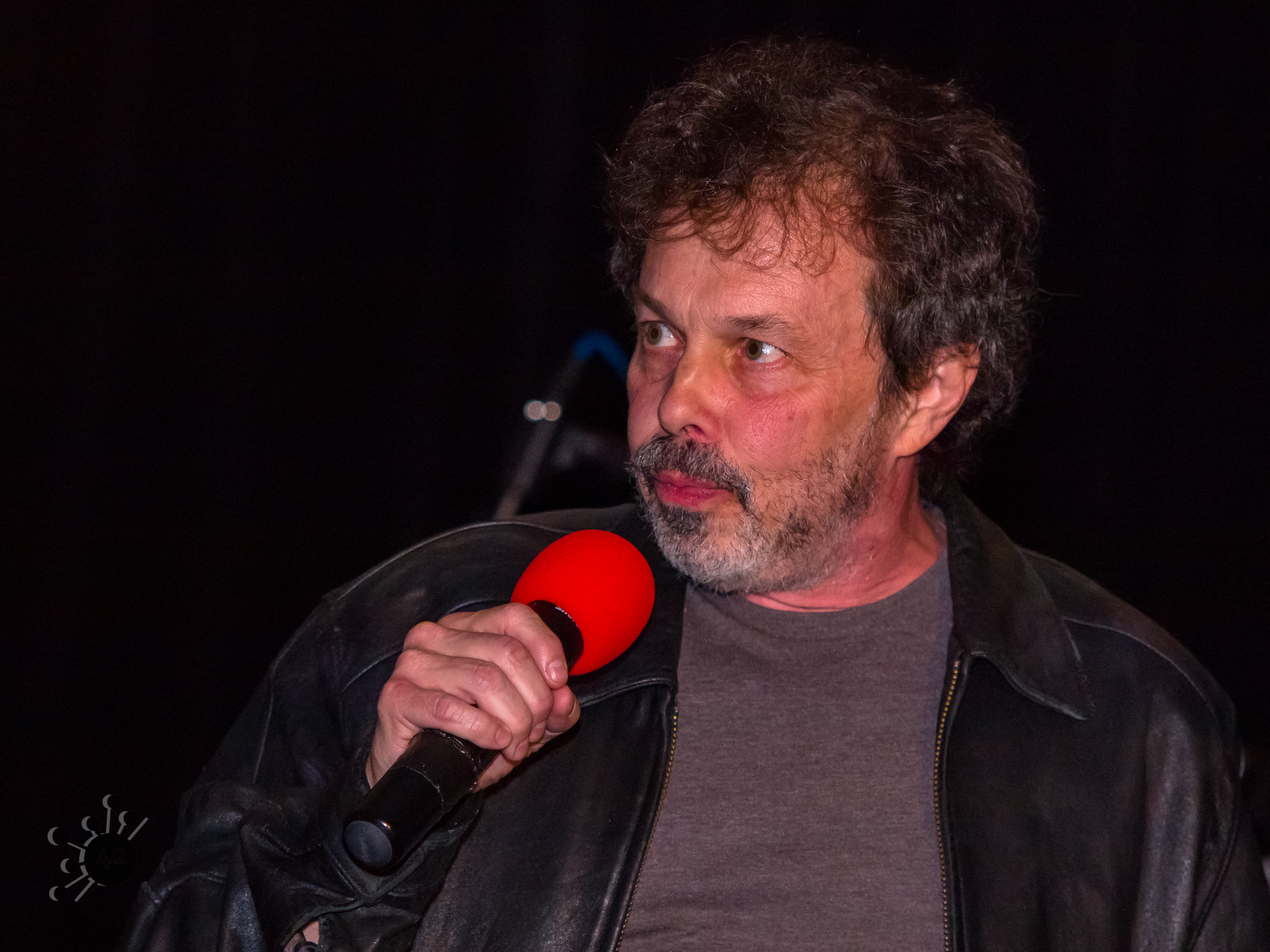

커티스 암스트롱(Curtis Armstrong, 1954년 4월 23일 ~ )는 미국의 연극 배우, 영화배우, 텔레비전 배우, 성우, 각본가이다.
디트로이트에서 태어났다.

## 출연 작품
- 클로저 시즌7
- 보스턴 리걸 시즌3

- 비행기2: 소방구조대 (2014년) - 마루 목소리 역
- 검슈 (2013년)
- 루트 30, 투! (2012년) - 밥 역
- 커브 유어 엔수지애즘 8 (2011년)
- 플라이페이퍼 (2011년) - 밋첼 울프 역
- 하이 스쿨 (2010년)
- 더 골드 리트리버 (2009년)
- 아메리칸 파이 7 - 사랑의 금서 (2009년)
- 리걸리 브론디스 (2009년)
- 루트 30 (2007년) - 네드 역
- 슈레더맨 (2007년)
- 스모킹 에이스 (2007년)
- 더 게임 (2006년) - 닥터 파커 역
- 나야, 엘로이즈 (2006년)
- 쿠스코? 쿠스코! - TV시리즈 (2006년)
- 아키라 앤 더 비 (2006년) - 미스터 웰치 역
- 사우스랜드 테일 (2006년)
- 그레이 아나토미 시즌2 (2005년) - 로버트 마틴 역
- 아메리칸 대드! (2005년)
- 그리너 마운틴 (2005년)
- 즐거운 경찰 (2005년) - 모건 볼 역
- 레이 (2004년)
- 피구의 제왕 (2004년)
- 퀴글리 (2003년) - 덱스터 역
- 리턴 오브 더 배트케이브 (2003년)
- 게일 포스 (2002년)
- 엽기 캠퍼스 (2002년) - 캠퍼스 경찰 역
- 프로젝트 바이퍼 (2002년)
- 원 온 원 (2001년)
- 에드 (2000년)
- 상하이 눈 (2000년)
- 보더 투 보더 (1998, Border to Border)
- 펠리시티 (1998년)
- 빅 불리 (1996년)
- 솔드 아웃 (1996년)
- 기숙사 대소동 4 (1994년)
- 허클베리 핀의 모험 (1993년)
- 퍼블릭 에네미 (1993년)
- 기숙사 대소동 3 (1992년)
- 천사의 유혹 (1991년)
- 기숙사 대소동 2 (1987년)
- 에이라의 전설 (1986년)
- 크레이지 걸 (1986년)
- 마데라 의과 대학 (1985년)
- 작은 사랑의 기적 (1985년)
- 블루문 특급 - 시리즈 (1985년)
- 기숙사 대소동 (1984년)
- 위험한 청춘 (1983년)